# BC Astana
BC Astana – kazachski klub koszykarski mający swoją siedzibę w stolicy kraju – Astanie i występujący w najwyższej klasie rozgrywkowej Kazachskiej Ligi Koszykówki. Do 2011 roku występował pod nazwą BK Astana Tigers. Sześciokrotny mistrz swojego kraju.
Od 2005 do 2010 roku BC Astana nieprzerwanie zdobywał tytuły najlepszej drużyny koszykarskiej w swoim kraju. Ponadto w latach 2008, 2011, 2012 i 2013 wygrywał także rozgrywki o puchar Kazachstanu w koszykówce mężczyzn.
BC Astana trzykrotnie uczestniczył w Klubowym Pucharze Mistrzów Azji w koszykówce mężczyzn – w 2007 roku zajął 7. miejsce, w 2008 ex aequo 5. pozycję, a dwa lata później takie samo miejsce.
Pomimo wcześniejszego udziału w rozgrywkach azjatyckich w marcu 2011 roku klub otrzymał zaproszenie do udziału w europejskich rozgrywkach VTB United League, z którego skorzystał, dołączając do nich od sezonu 2011/2012.
Klub posiada także sekcję koszykówki kobiecej, która w latach 2008–2010 zdobywała mistrzostwo Kazachstanu.